# Remote Access Trojan
Remote Access Trojan (RAT) je trojský kůň poskytující zadní vrátka do systému pro účely vzdálené správy systému. Povětšinou bývá tento software neviditelný a instaluje se jako součást jiného, legitimního, software, či počítačové hry, popřípadě je zaslán jako příloha e-mailové zprávy.
Trojské koně tohoto typu jsou nejnebezpečnější, protože umožňují útočníkům kompletní přístup do systému oběti.

## Funkce
Ačkoliv jsou velmi podobné legitimním programům pro vzdálenou správu systému jako jsou např. programy VNC či Vzdálená plocha, obsahují navíc i další funkce jako jsou například instalace a odinstalace software, manipulace se soubory, čtení dat ze schránky oběti, naslouchání na stisky kláves pomocí keyloggeru či sledování webové kamery. Dále často umožňují číst historii prohlížeče uživatele, umožňují přístup k souborům nakaženého počítače (například finanční záznamy organizace), nebo mohou vidět uložená hesla uživatelů, popřípadě nahrávat pouze zvukovou stopu toho, co se děje v místnosti, kde se uživatel právě nachází. Mezi další a škodlivější vlastnosti patří možnost odcizení přihlašovacích údajů k bankovnímu účtu či sledovat co přesně uživatel na svém zařízení dělá stejně jako bychom se oběti "dívali přes rameno".